# Амплитудно-фазовая частотная характеристика
Амплитудно-фазовая частотная характеристика (АФЧХ) — удобное представление частотного отклика линейной стационарной динамической системы в виде графика в комплексных координатах. На таком графике частота выступает в качестве параметра кривой, фаза и амплитуда системы на заданной частоте представляется углом и длиной радиус-вектора каждой точки характеристики. По сути такой график объединяет на одной плоскости амплитудно-частотную и фазо-частотную характеристики.
Термин употребляется также в применении к передаточной функции системы, записанной в виде преобразования Фурье выходного сигнала, поделённого на преобразование Фурье входного сигнала.

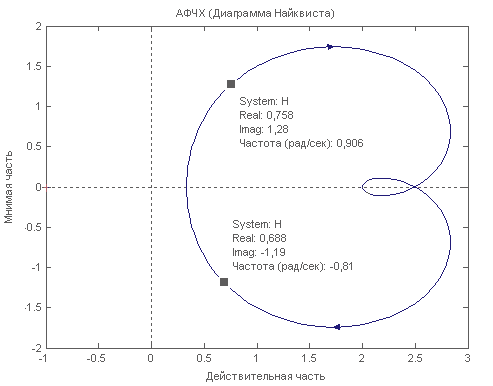
Пример АФЧХ

## Названия
В русской литературе для графика принято название АФЧХ (или АФХ). На западе АФЧХ называют диаграммой Найквиста или годографом Найквиста (англ. Nyquist Plot), по имени выдающегося инженера Гарри Найквиста. Если же термин АФЧХ используется в применении к передаточной функции системы, его называют частотным откликом (англ. frequency response).

## Применения
АФЧХ применяется в основном для анализа систем, в частности исследования системы на устойчивость и её запасов.
АФЧХ является классическим средством анализа устойчивости линейных систем. Существует множество программных продуктов, позволяющих проводить исследования на устойчивость частотными методами.

## АФЧХ типовых динамических звеньев
Динамическое звено